# Värmlänningarna (1962)
Värmlänningarna är en svensk TV-teaterfilm från 1962 i regi av Bengt Lagerkvist. I huvudrollen som Anna ses Helena Brodin.

## Rollista
- Erik "Bullen" Berglund – gjuteriägaren
- Carl Billquist – Wilhelm
- Halvar Björk – Hinrik i Backa
- Helena Brodin – Anna
- Mona Dan-Bergman – Brita
- Ernst Eklund – kontraktsprost
- Åke Grönberg – Löpare-Nisse
- Björn Gustafson – Anders
- Berta Hall – Lisa Ersson
- Margaretha Krook – Stina, piga
- Jan Erik Lindqvist – Per, dräng
- Per Myrberg – Erik Ersson, son till Sven och Lisa
- Monica Nielsen – Lotta
- Sven Nilsson – Sven Ersson, Storsven
- Artur Rolén – Ola i Gyllby
- Olof Widgren – Jan Hansson